# Juan Voto Bernales
Juan Voto Bernales Rodríguez (Lima, 20 de febrero de 1877 - Lima, 28 de enero de 1956) fue un médico y catedrático universitario peruano. Hizo aportes importantes en todos los aspectos de la medicina interna, particularmente en el campo de las enfermedades infecciosas y tropicales.

## Biografía
Fue hijo de José Voto Bernales y Josefa Rodríguez de Voto Bernales. Cursó sus estudios primarios en el Colegio de la «O»; y los secundarios en el Instituto Científico de José Granda Esquivel y en el Colegio Guadalupe, con un periodo intermedio de estancia en Génova, Italia.
Casó con Marta Corpancho Suberger, unión de la que nacieron María, Graciela, Juan, Jorge y Néstor.
En 1896 ingresó a la Facultad de Medicina de la Universidad Mayor de San Marcos. En 1902 presentó su tesis de bachillerato que versaba sobre «Ensayos de seroterapia antituberculosa», siendo calificada con nota sobresaliente. Su jurado de tesis lo conformaron los doctores Ernesto Odriozola, Francisco Almenara Butler y Leonidas Avendaño. Obtuvo el título profesional de médico el 28 de mayo de 1903.
Pasó a laborar al Hospital Nacional Dos de Mayo, donde se mantendría hasta el final de su carrera. Durante el brote de peste bubónica que hubo en 1903, se ofreció como voluntario para atender a los enfermos en el Lazareto de Guía, un precario establecimiento habilitado para tal fin. Por su labor abnegada mereció la medalla de oro del Consejo Provincial de Lima.
Culminada su labor en el Lazareto (1904), regresó al Hospital Dos de Mayo como médico auxiliar. En 1906 fue nombrado director interino del Instituto Nacional de Vacuna y Seroterapia. En 1907 pasó a ser jefe de Vacunación del dicho instituto.
En 1911 fue nombrado jefe del Departamento Médico y profesor de Higiene Industrial en la Escuela de Bellas Artes y Oficios (actual Instituto Superior Tecnológico Público José Pardo ), cargo en el que se mantuvo hasta 1941. En el Hospital Dos de Mayo mantuvo estrecha relación con su maestro, el doctor Ernesto Odriozola, jefe de la Sala Santo Toribio, a quien sucedió en dicha función.
Cultivó la fisioterapia, primero en el Instituto de esta especialidad que dirigió en Lima César Sánchez Aizcorbe hacia 1907; después en un gabinete electroterápico de su propiedad; y desde 1917, como médico encargado del servicio electroterápico y electrodiagnóstico en el Hospital Dos de Mayo.
Obtuvo su doctorado en 1920 con su tesis «El paludismo, su evolución y formas clínicas». En la Facultad de Medicina de la Universidad de San Marcos (San Fernando) fue catedrático de Patología General (1920) y de Física Biológica y Técnica Microscópica (1921-1932).
En 1924 fue admitido en la Academia Nacional de Medicina, ocasión en la que leyó su trabajo sobre «La diatermia, nuevos métodos terapéuticos». Presidió dicha institución entre 1940 y 1941.
En 1954, todas las instituciones médicas del país celebraron durante una semana sus bodas de oro profesionales, lo que fue una demostración del aprecio que había ganado a lo largo de su carrera médica.
Falleció en su residencia ubicada en el distrito de Miraflores, Lima, el 28 de enero de 1956. Su hijo Jorge Voto Bernales Corpancho siguió también la carrera médica.

## Publicaciones
Aparte de sus tesis de bachillerato y doctorado ya mencionadas, publicó varios trabajos de patología nacional. Citamos algunas de las más importantes:
- Un síndrome neurológico de origen palúdico (1925)
- La úlcera gástrica y duodenal de origen sifilítico (1926), en colaboración con Carlos Bambarén.
- Artritis primitiva neumocócica (1929).
- Mediastinitis supuradas de origen focal (1941).